# Hoplolabis obtusiapex
Hoplolabis obtusiapex là một loài ruồi trong họ Limoniidae. Chúng phân bố ở miền Cổ bắc.